# دازکری
دازقری (به ترکی استانبولی: Dazkırı) یک منطقهٔ مسکونی در ترکیه است که در استان افیون قره‌حصار واقع شده‌است.